# Hannover Messebahnhof
Hannover Messebahnhof, zuvor Hannover Messegelände, war ein Bahnhof in unmittelbarer Nähe zum Messegelände Hannover für den Fernverkehr. Der Bahnhof wurde nur zu Großveranstaltungen wie der Hannover-Messe bedient. Der Bahnhof lag bis zur Gebietsreform 1974 im Stadtteil Alt-Laatzen der Stadt Laatzen und gehörte seitdem zur Landeshauptstadt Hannover. Im Vorfeld der Expo 2000 wurde er 1997 letztmals bedient und ab 1998 durch die erste Baustufe des neu gebauten Bahnhofs Hannover Messe/Laatzen ersetzt. Da der Bahnhof im Eigentum der Deutschen Messe AG stand und nur die Betriebsführung der Deutschen Bundesbahn übertragen war, war er bis 1993 der größte Kopfbahnhof Europas eines Unternehmens in privater Rechtsform.

## Geschichte

### Vorgeschichte und Errichtung
Die Vereinigten Leichtmetallwerke errichteten um 1937 auf einem Gelände südlich von Hannover, in der Gemeinde Laatzen, ein neues Werk mit umfangreichen Werkshallen. Ein Zusammenhang mit der Wiederaufrüstung Deutschlands und dem damit verbundenen Bau von Flugzeugen ist unbestritten. Das Werk erhielt ein Anschlussgleis zum Bahnhof Hannover-Wülfel. Das Gleis verließ den Bahnhof auf der Südostseite in einem 90°-Bogen und führte ab der heutigen Karlsruher Straße in etwa geradlinig in den Hallenbereich und verzweigte sich dort weiter. Für die von der britischen Besatzungsmacht ins Leben gerufene Exportmesse 1947 wurden die Hallen der Leichtmetallwerke genutzt. Das Anschlussgleis diente zum Transport von Messegütern.
Ab 2. Mai 1950 bestand eine direkte Straßenbahnverbindung vom Hauptbahnhof Hannover zum Messegelände. Der Bahnhof für die Eisenbahn wurde zur Hannover-Messe 1953 errichtet, weil die Messebesucher nicht alle in Hannover übernachten konnten. Zwar hatten sich die „Messemuttis“ mit dem Angebot von Privatquartieren etabliert, aber Messebesucher übernachteten auch in den Hotels entfernter gelegener, von Kriegsschäden nicht betroffener Kurorte wie Bad Pyrmont, Bad Harzburg und Eilsen. Aus diesen Orten sollte die Deutsche Bundesbahn eine umsteigefreie Direktverbindung zur Entlastung des Hauptbahnhofes auf das Messegelände anbieten. Daher ließ die Deutsche Messe AG einen kleinen Kopfbahnhof mit zunächst drei Gleisen bauen. Die Gleise zweigten nordöstlich der heutigen Karlsruher Straße vom Anschlussgleis zu den Messehallen noch einmal in einem 90°-Bogen ab und endeten vor der heutigen Europaallee. Betrieblich handelte es sich ursprünglich um ein Anschlussgleis des Bahnhofs Hannover-Wülfel.

### Entwicklung bis 1971
Mit der Einrichtung des Fernschnelltriebwagennetzes ab 1957, das von Geschäftsreisenden gut angenommen wurde, sah die Deutsche Bundesbahn auch Vermarktungschancen für Fernzüge direkt auf das Messegelände.
Die Deutsche Bundesbahn führte den Bahnhof in den 1960er Jahren als Bahnhof Hannover Messegelände.
Im Rahmen der ersten Erweiterung wurde 1961 ein mechanisches Stellwerk in Betrieb genommen. Es hatte zwei Lichtsperrsignale, ein Einfahrsignal und ein Gruppen-Ausfahrsignal, zur Deckung des Gleises von Hannover-Wülfel. Das Stellwerk war zunächst in einem aufgeständerten Wagenkasten eines Behelfspersonenwagens aus dem Zweiten Weltkrieg untergebracht. Um die kurz nacheinander eintreffenden und wieder abfahrenden Züge aufnehmen zu können, wurde der Bahnhof zunächst auf acht Gleise vergrößert. Die vier Bahnsteige hatten 1962 Bahnsteighöhen von 38 und 25 Zentimetern und Nutzlängen von 140 bis 250 Metern. Für die Abstellung von Zügen über eine längere Zeit (z. B. während einer Messe durchgehend oder bei Verkaufsschauen) waren an den Gleisen Elektranten, Wasseranschlüsse und Abwassereinläufe eingebaut. Für den Umschlag von Messegütern wurde ein Güterschuppen am Anschlussgleis zu den Messehallen errichtet. Die Güterabfertigung war vor und nach den Messen besetzt. Außerhalb dieser Zeiten wurden an die Messe adressierte Stückgüter nach Hannover-Wülfel geleitet.

### Elektrifizierung 1971
Rechtzeitig vor der Hannover-Messe 1971 war der Bahnhof ab dem 19. März 1971 elektrifiziert. Parallel zur Karlsruher Straße befand sich eine Start- und Landebahn für Kleinflugzeuge für selbst fliegende Geschäftsreisende und einen Zubringerdienst zum Flughafen Hannover. Mit der Oberleitung war die Luftsicherheit bei Starts und Landungen nicht mehr gegeben. Der Flugbetrieb mit Kleinflugzeugen musste aufgegeben werden. Stattdessen wurden nun Zubringerdienste mit Hubschraubern zum Flughafen Hannover angeboten. Die Anforderungen der Luftsicherheit für die Hubschrauber sollen auch dafür ausschlaggebend gewesen sein, dass bei der Elektrifizierung keine Turmmasten verwendet werden durften. Stattdessen wurde der Weichenbereich mit Quertragwerken Schweizer Bauart elektrifiziert.

### Erweiterung nach 1971 und Ende

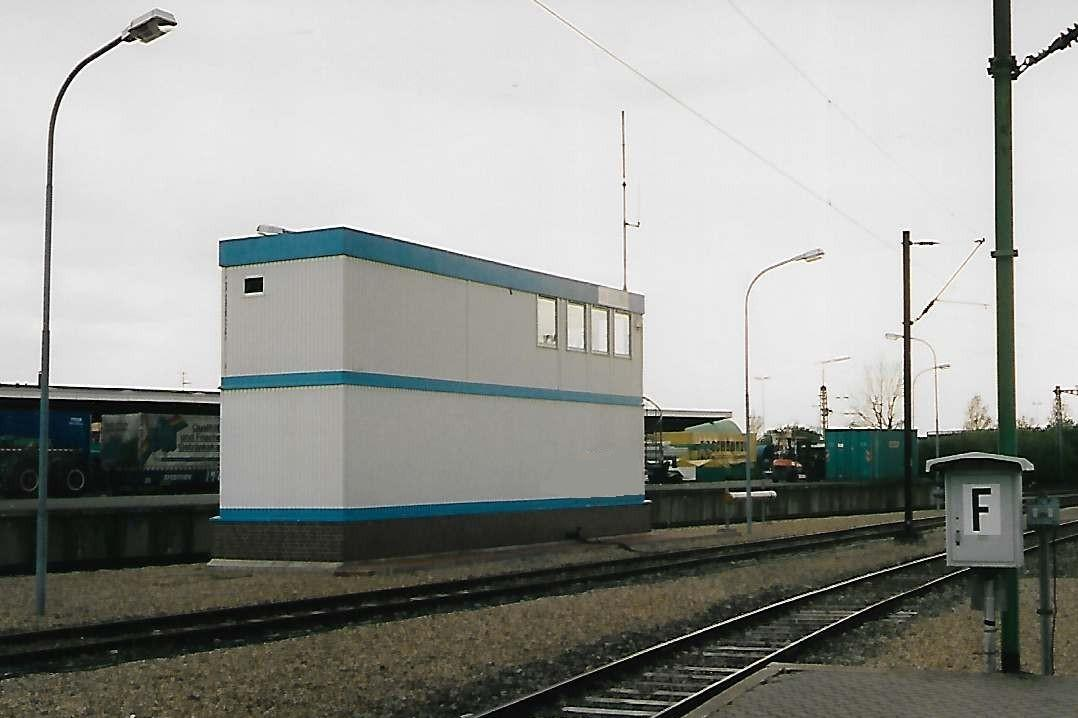
Stellwerk

Spätestens ab den 1980er Jahren führte die Deutsche Bundesbahn den Bahnhof als Hannover Messebahnhof und das Gleis zwischen Bahnhof Hannover-Wülfel und dem Messebahnhof als Nebenbahn mit der VzG-Streckennummer 1755.
1984 hatte der Messebahnhof zehn Gleise an fünf Bahnsteigen und wurde im Guinnessbuch der Rekorde als größter Messebahnhof ausgewiesen. Nachdem der Besucherstrom zu den Messen immer größer geworden und die CeBIT 1984 aus der Hannover-Messe ausgegliedert worden war, wurde bis zur Eröffnung der CeBIT 1988 am 6. März 1988 noch einmal ein Bahnsteig angebaut. Damit erreichte der Messebahnhof mit zwölf Gleisen seine größte Ausdehnung. Gleichzeitig wurde auch ein kleines „Empfangsgebäude“ errichtet, wobei es sich mehr um einen Wetterschutz an der Nordseite des Querbahnsteiges handelte. Der Aufbau des Stellwerkes wurde durch eine Containerkonstruktion ersetzt. Danach waren Bahnhofsschilder mit der Aufschrift Hannover Messe angebracht, während die Deutsche Bundesbahn den Bahnhof jedoch weiterhin als Hannover Messebahnhof führte.
Zu den Messen 1997 wurde der Bahnhof letztmals angefahren. Das Stellwerk wurde am 4. August 1998 außer Betrieb genommen. 1998 wurde der Bahnhof in seinem Gesamtbestand östlich der Karlsruher Straße abgebrochen. Danach wurde das Gelände mit Parkplätzen überbaut.

## Verkehr

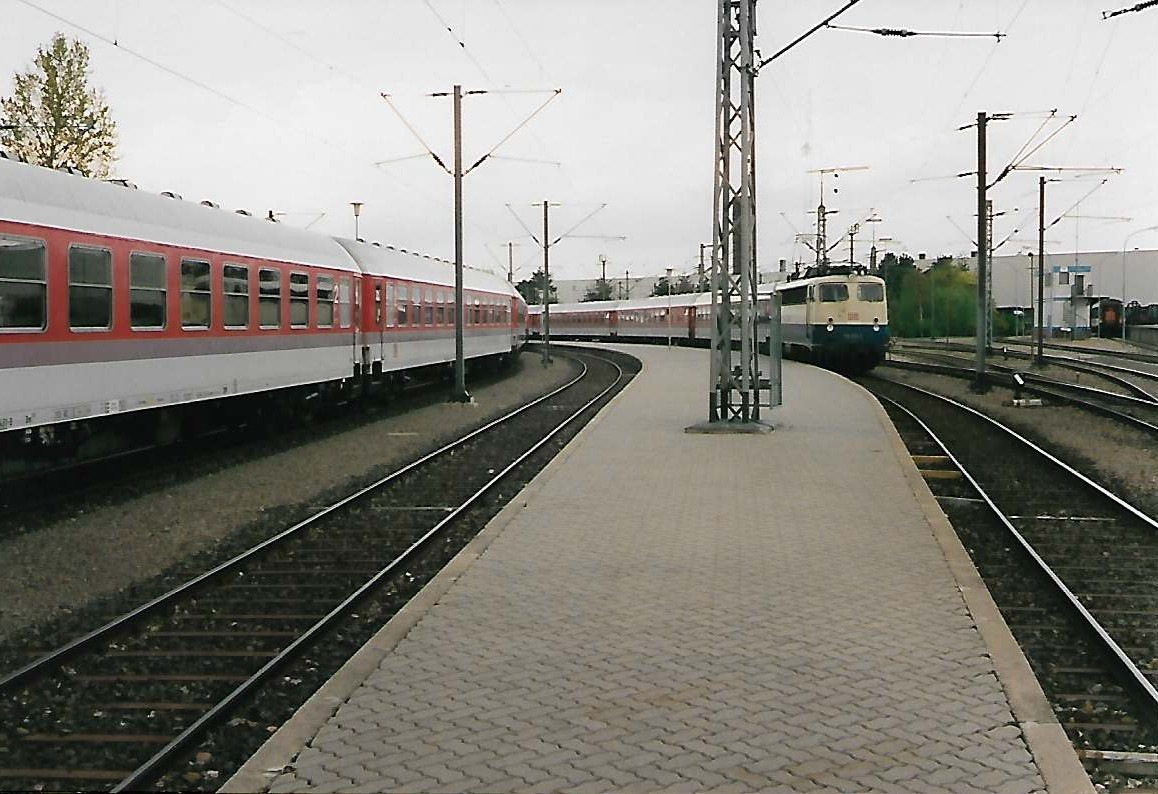
Züge im Messebahnhof 1997

### Regelverkehr
Die Bedienungen wurden als Rangierfahrten abgewickelt. Da Zugfahrten erst nach Halt in Rangierfahrten übergehen dürfen, mussten ankommende Züge in den Gütergleisen des Bahnhofs Hannover-Wülfel kurz anhalten, auch wenn sie nicht dort die Richtung wechseln („Kopfmachen“) mussten. Mit der Ausgliederung der Messe CeBIT aus der Hannover-Messe wurde der Bahnhof zu beiden Messen bedient. Die den Messebahnhof bedienenden Züge der weiter entfernten Städte führten in den Jahren bis zur Einführung der Intercity-Züge mit beiden Wagenklassen 1979 regelmäßig nur die erste Klasse, zeitweise auch die besondere Zuggattung Messe-Schnellzug (M). Die übrigen Züge waren Schnellzüge (D) und Eilzüge (E), z. B. nach Bad Harzburg und Paderborn. In den ersten Jahren kamen Fernschnelltriebwagen zum Einsatz, daneben auch lokomotivbespannte Züge, vor allem mit der Baureihe V 200. Die Züge des Regionalverkehrs waren auch Wendezüge mit der Baureihe V 100. Anstelle von Bad Eilsen wurde später Braunschweig als regionales Ziel bedient. Die Verbindung nach Bad Pyrmont wurde auf Wunsch von Heinz Nixdorf nach Paderborn verlängert.
Nach der Elektrifizierung dominierte die Baureihe 110 die Bespannung der Züge, nach der Wende bedienten Maschinen der Baureihe 112 und ICE-Triebzüge auf dem Messebahnhof. Die Züge wurden nach der Ankunft regelmäßig nach Hannover-Wülfel zurückgeschoben und von dort tagsüber zur Reinigung und Nachrüstung der Bewirtschaftung nach Hannover-Linden, Lehrte und Elze abgefahren. Zur Abfahrt am späten Nachmittag und Abend wurden die Züge dann wieder nach Hannover-Wülfel gefahren und von dort in den Messebahnhof geschoben. Die Bahnsteige ließen das Einsteigen an sieben Reisezugwagen zu.

### Sonderverkehre
Zu den Messen wurden regelmäßig zwei Gleise für die dauernde Aufstellung von sogenannten „Hotelzügen“ aus Speise- und Schlafwagen benötigt. Der Schweizer Reiseveranstalter Kuoni bot einen „all inclusive“-Service für die gesamte Messezeit mit Anreise, Übernachtung und Abreise in einem Hotelzug an. Sofern bei Veranstaltungen auf dem Messegelände von den Veranstaltern Sonderzüge geordert wurden, verkehrten auch diese üblicherweise bis zum Messebahnhof. Daneben wurde der Bahnhof bei Werbeveranstaltungen mit Ausstellungswagen und von der Deutschen Bundesbahn für eigene Jubiläums- und Werbeveranstaltungen („Leistungsschauen“) genutzt. Auch Verkehre mit Sonderzügen für DDR-Flüchtlinge, die ihr Land 1989 über Ungarn verlassen hatten, sind belegt.

## Ausstellungsgüter
Solange der Anschluss des Messegeländes an das Schienennetz bestand, wurden auf dem Messegelände im Rahmen der Hannover-Messe auch stets neu entwickelte Schienenfahrzeuge auf dem Freigelände ausgestellt. Dazu gehörten aktuelle Lokomotiven und Triebwagen, Baumaschinen und Güterwagen. Zu den Ausstellungsobjekten gehörten regelmäßig Schienenfahrzeuge aus der DDR. Aber auch der erste 32-achsige Tragschnabelwagen von Krupp, der Thalys und der CargoSprinter waren ausgestellt. Diese Ausstellung wird von der InnoTrans in Berlin weitergeführt.